# Visionary: The Video Singles
Albums de Michael Jackson
The Essential Michael Jackson
(2005) Thriller 25
(2008)
Visionary: The Video Singles est une compilation en édition limitée sous forme de coffret de Michael Jackson, disponible à partir du 20 février 2006 en Europe. Elle ne propose pas de chansons inédites et va de Don't Stop 'Til You Get Enough (1979) à Blood on the Dance Floor (1997).
Chaque semaine et pendant une durée de quatre mois, Sony BMG a sorti vingt singles emblématiques de Michael Jackson en format DualDisc. Sur la face CD figurent, sauf exception, deux versions de la chanson-titre. La face DVD contient quant à elle le vidéoclip de la chanson-titre et les deux chansons de la face CD.
Michael Jackson a travaillé sur le projet Visionary en tant que producteur exécutif, donnant son accord sur les singles choisis ainsi que sur le design du coffret. Son illustration est faite d'une photomosaïque utilisant des images des clips de l'artiste qui forment un portrait de profil de celui-ci. Cette photomosaïque peut d'ailleurs être reconstituée avec le verso de la pochette de chaque DualDisc.

## Liste des titres (face DVD)
- Classement par date de sortie.
- Les détails mentionnés entre parenthèses pour les pistes n°2 proviennent de Wikipédia. Pour les pistes n°3, ils sont mentionnés sur la pochette (sauf pour le single Heal the World).
- Les pistes n°2 et n°3 pour la face DVD sont respectivement n°1 et n°2 pour la face CD.

| 1. | Thriller (Video)                 | 13:42 |
| 2. | Thriller (Remixed Short Version) | 4:09  |
| 3. | Thriller (Album Version)         | 5:58  |

| 1. | Don't Stop 'Til You Get Enough (Video)             | 4:14 |
| 2. | Don't Stop 'Til You Get Enough (7" Edit)           | 3:57 |
| 3. | Don't Stop 'Til You Get Enough (Original 12" Edit) | 5:58 |

| 1. | Rock with You (Video)                 | 3:22 |
| 2. | Rock with You (7" Remix)              | 3:23 |
| 3. | Rock with You (Masters at Work Remix) | 5:33 |

| 1. | Billie Jean (Video)             | 4:56 |
| 2. | Billie Jean (Album Version)     | 4:54 |
| 3. | Billie Jean (Original 12" Edit) | 6:23 |

| 1. | Beat It (Video)          | 4:59 |
| 2. | Beat It (Album Version)  | 4:18 |
| 3. | Beat It (Moby's Sub Mix) | 6:11 |

| 1. | Bad (Video)                                    | 4:20 |
| 2. | Bad (7" Single Mix)                            | 4:07 |
| 3. | Bad (Dance Extended Mix Includes "False Fade") | 8:23 |

| 1. | The Way You Make Me Feel (Video)              | 6:38 |
| 2. | The Way You Make Me Feel (7" Remix)           | 4:26 |
| 3. | The Way You Make Me Feel (Extended Dance Mix) | 7:53 |

| 1. | Dirty Diana (Video)        | 5:04 |
| 2. | Dirty Diana (Single Edit)  | 4:41 |
| 3. | Dirty Diana (Instrumental) | 4:41 |

| 1. | Smooth Criminal (Video)              | 4:11 |
| 2. | Smooth Criminal (7" Version)         | 4:19 |
| 3. | Smooth Criminal (Extended Dance Mix) | 7:49 |

| 1. | Leave Me Alone (Video)                  | 4:39 |
| 2. | Leave Me Alone (Album Version)          | 4:39 |
| 3. | Another Part of Me (Extended Dance Mix) | 6:20 |

| 1. | Black or White (Video)                                       | 11:02 |
| 2. | Black or White (Single Edit)                                 | 3:17  |
| 3. | Black or White (The Clivillés & Cole House Guitar Radio Mix) | 3:49  |

| 1. | Remember the Time (Video)                   | 9:13 |
| 2. | Remember the Time (7" Main Mix)             | 4:00 |
| 3. | Remember the Time (New Jack Jazz Radio Mix) | 4:05 |

| 1. | In the Closet (Video)    | 6:05 |
| 2. | In the Closet (7" Edit)  | 4:47 |
| 3. | In the Closet (Club Mix) | 8:02 |

| 1. | Jam (Video)         | 8:02 |
| 2. | Jam (7" Edit)       | 4:11 |
| 3. | Jam (12" Silky Mix) | 6:28 |

| 1. | Heal the World (Video)             | 7:34 |
| 2. | Heal the World (7" Edit)           | 4:34 |
| 3. | Will You Be There (Single Version) | 5:52 |

| 1. | You Are Not Alone (Video)            | 5:35 |
| 2. | You Are Not Alone (Radio Edit)       | 4:34 |
| 3. | You Are Not Alone (Classic Club Mix) | 7:36 |

| 1. | Earth Song (Video)                  | 6:45 |
| 2. | Earth Song (Radio Edit)             | 5:02 |
| 3. | Earth Song (Hani's Club Experience) | 7:55 |

| 1. | They Don't Care About Us (Video)                                   | 7:09 |
| 2. | They Don't Care About Us (LP Edit)                                 | 4:09 |
| 3. | They Don't Care About Us (Love to Infinity's Walk in the Park Mix) | 7:18 |

| 1. | Stranger in Moscow (Video)                   | 5:35 |
| 2. | Stranger in Moscow (Album Version)           | 5:22 |
| 3. | Stranger in Moscow (Tee's In-House Club Mix) | 6:54 |

| 1. | Blood on the Dance Floor (Video)                 | 4:15 |
| 2. | Blood on the Dance Floor (Album Version)         | 4:14 |
| 3. | Blood on the Dance Floor (Fire Island Vocal Mix) | 8:58 |

## Classements
- Ce tableau montre les meilleures positions obtenues par les vingt singles du coffret Visionary: The Video Singles au Royaume-Uni, en Australie et en Espagne.

- À noter que, pour certains pays, chaque single était susceptible d'avoir une position dans les classements musicaux dès lors qu'il faisait l'objet d'une sortie régulière comme tous les singles musicaux classiques. C'est ce qui explique ainsi l'absence de Thriller (inclus dans le coffret) dans le classement britannique.

- Pour les colonnes de l'Australie et de l'Espagne, les chiffres entre parenthèses indiquent la position originale des singles.

| Date de sortie  | Titre                             | Issu de l'album          | Position de la version originale au Royaume-Uni | Position de la version Visionary au Royaume-Uni | Position de la version Visionary en Australie | Position de la version Visionary en Espagne |
| --------------- | --------------------------------- | ------------------------ | ----------------------------------------------- | ----------------------------------------------- | --------------------------------------------- | ------------------------------------------- |
| 20 février 2006 | Thriller (inclus dans le coffret) | Thriller                 | # 10                                            | Non-classable                                   | # 55 (4)                                      | # 1 (1)                                     |
| 20 février 2006 | Don't Stop 'Til You Get Enough    | Off the Wall             | # 3                                             | # 17                                            | # 66 (1)                                      | # 2                                         |
| 27 février 2006 | Rock with You                     | Off the Wall             | # 7                                             | # 15                                            | # 55 (4)                                      | # 1                                         |
| 6 mars 2006     | Billie Jean                       | Thriller                 | # 1                                             | # 11                                            | # 58 (1)                                      | # 1 (1)                                     |
| 13 mars 2006    | Beat It                           | Thriller                 | # 3                                             | # 15                                            | # 66 (2)                                      | # 1                                         |
| 20 mars 2006    | Bad                               | Bad                      | # 3                                             | # 16                                            | # 91 (4)                                      | # 1 (1)                                     |
| 27 mars 2006    | The Way You Make Me Feel          | Bad                      | # 3                                             | # 17                                            | # 79 (5)                                      | # 1 (2)                                     |
| 3 avril 2006    | Dirty Diana                       | Bad                      | # 4                                             | # 17                                            | # 60 (26)                                     | # 1 (22)                                    |
| 10 avril 2006   | Smooth Criminal                   | Bad                      | # 8                                             | # 19                                            | # 88 (29)                                     | # 1 (1)                                     |
| 17 avril 2006   | Leave Me Alone                    | Bad                      | # 2                                             | # 15                                            | # 68 (37)                                     | # 1 (5)                                     |
| 24 avril 2006   | Black or White                    | Dangerous                | # 1                                             | # 18                                            | # 56 (1)                                      | # 2 (1)                                     |
| 1er mai 2006    | Remember the Time                 | Dangerous                | # 3                                             | # 22                                            | # 72 (6)                                      | # 2 (3)                                     |
| 8 mai 2006      | In the Closet                     | Dangerous                | # 8                                             | # 20                                            | # 68 (5)                                      | # 2 (9)                                     |
| 15 mai 2006     | Jam                               | Dangerous                | # 13                                            | # 22                                            | # 60 (11)                                     | # 1                                         |
| 22 mai 2006     | Heal the World                    | Dangerous                | # 2                                             | # 27                                            | # 63 (20)                                     | # 1                                         |
| 29 mai 2006     | You Are Not Alone                 | HIStory                  | # 1                                             | # 30                                            | # 65 (7)                                      | # 1                                         |
| 5 juin 2006     | Earth Song                        | HIStory                  | # 1                                             | # 34                                            | # 67 (15)                                     | # 1 (1)                                     |
| 12 juin 2006    | They Don't Care About Us          | HIStory                  | # 4                                             | # 26                                            | # 75 (16)                                     | # 2 (11)                                    |
| 19 juin 2006    | Stranger in Moscow                | HIStory                  | # 4                                             | # 22                                            | # 65 (14)                                     | # 1 (1)                                     |
| 26 juin 2006    | Blood on the Dance Floor          | Blood on the Dance Floor | # 1                                             | # 19                                            | # (5)                                         | # 1 (1)                                     |

## Divers
- Un CD promo est également sorti ainsi qu'un mini-album intitulé Visionary Remixes – EP (ce dernier étant disponible uniquement sur l'iTunes Store).

### CD Promo
1. Thriller' (Remixed Short Version) – 4:09
2. Don't Stop 'til You Get Enough (7" Edit) – 3:59
3. Rock with You (7" Edit) – 3:23
4. Billie Jean – 4:54
5. Beat It – 4:18

### Remix EP
| 1. | Stranger in Moscow (Hani's Num Club Mix) | 10:18 |
| 2. | In the Closet (The Mission Mix)          | 9:24  |
| 3. | Smooth Criminal ("Annie" Mix)            | 5:36  |
| 4. | This Time Around (D.M. Mad Club Mix)     | 10:21 |